# Michel Périn (copilot)
Michel Périn (Saint-Mihiel, Mosa, 19 de gener de 1957) és un copilot francès de ral·lis que competeix per l'equip Team Mini X-Raid.